# Wereldkampioenschappen zwemmen jeugd 2011
De wereldkampioenschappen zwemmen jeugd 2011 werden gehouden van 16 tot en met 21 augustus 2011 in Lima, Peru. Alle onderdelen die op het programma stonden staan ook op het programma van de wereldkampioenschappen zwemmen. De mannelijke deelnemers moesten geboren zijn tussen 1 januari 1993 en 31 december 1995, de vrouwelijke deelnemers moesten geboren zijn tussen 1 januari 1994 en 31 december 1996.

## Medailles
Legenda
- WR = Wereldrecord
- CR = Kampioenschapsrecord

### Vrouwen
| Onderdeel            | Goud                                                                   | Goud        | Zilver                                                                  | Zilver   | Brons                                                                         | Brons    |
| -------------------- | ---------------------------------------------------------------------- | ----------- | ----------------------------------------------------------------------- | -------- | ----------------------------------------------------------------------------- | -------- |
| Vrije slag           |                                                                        |             |                                                                         |          |                                                                               |          |
| 50 m                 | Bronte Campbell Australië                                              | 25,22 CR    | Lia Neal Verenigde Staten                                               | 25,30    | Chantal Van Landeghem Canada                                                  | 25,35    |
| 100 m                | Lia Neal Verenigde Staten                                              | 54,90 CR    | Chantal Van Landeghem Canada                                            | 55,29    | Bronte Campbell Australië                                                     | 55,46    |
| 200 m                | Brittany MacLean Canada                                                | 1.58,93 CR  | Chelsea Chenault Verenigde Staten                                       | 1.59,69  | Fu Yuanhui China                                                              | 1.59,70  |
| 400 m                | Brittany MacLean Canada                                                | 4.10,32     | Bonnie MacDonald Australië                                              | 4.11,86  | Gillian Ryan Verenigde Staten                                                 | 4.12,28  |
| 800 m                | Bonnie MacDonald Australië                                             | 8.32,30 CR  | Gillian Ryan Verenigde Staten                                           | 8.33,46  | Claudia Dasca Spanje                                                          | 8.34,29  |
| 1500 m               | Tjasa Oder Slovenië                                                    | 16.18,63 CR | Rachel Zilinskas Verenigde Staten                                       | 16.18,85 | Claudia Dasca Spanje                                                          | 16.24,30 |
| Rugslag              |                                                                        |             |                                                                         |          |                                                                               |          |
| 50 m                 | Daryna Zevina Oekraïne                                                 | 28,45 CR    | Emma Saunders Verenigd Koninkrijk                                       | 28,76    | Chantal Van Landeghem Canada                                                  | 29,01    |
| 100 m                | Daryna Zevina Oekraïne                                                 | 1.00,59 CR  | Fu Yuanhui China                                                        | 1.01,13  | Emma Saunders Verenigd Koninkrijk                                             | 1.02,35  |
| 200 m                | Daryna Zevina Oekraïne                                                 | 2.10,43 CR  | Miyu Otsuka Japan                                                       | 2.11,02  | Karley Mann Verenigd Koninkrijk                                               | 2.11,40  |
| Schoolslag           |                                                                        |             |                                                                         |          |                                                                               |          |
| 50 m                 | Lisa Fissneider Italië                                                 | 31,51       | Sarah Haase Verenigde Staten                                            | 31,84    | Claire Polit Frankrijk                                                        | 31,95    |
| 100 m                | Lisa Fissneider Italië                                                 | 1.07,71 CR  | Kanako Watanabe Japan                                                   | 1.08,89  | Irina Novikova Rusland                                                        | 1.09,10  |
| 200 m                | Kanako Watanabe Japan                                                  | 2.25,52     | Lisa Fissneider Italië                                                  | 2.26,01  | Irina Novikova Rusland                                                        | 2.26,04  |
| Vlinderslag          |                                                                        |             |                                                                         |          |                                                                               |          |
| 50 m                 | Farida Osman Egypte                                                    | 26,69 CR    | Kendyl Stewart Verenigde Staten                                         | 26,78    | Vanessa Mohr Zuid-Afrika Chantal Van Landeghem Canada                         | 26,85    |
| 100 m                | Rachael Kelly Verenigd Koninkrijk                                      | 59,37 CR    | Rino Hosoda Japan                                                       | 59,39    | Alexandra Wenk Duitsland                                                      | 59,64    |
| 200 m                | Judit Ignacio Spanje                                                   | 2.08,25     | Alessia Polieri Italië                                                  | 2.09,65  | Miyu Otsuka Japan                                                             | 2.11,35  |
| Wisselslag           |                                                                        |             |                                                                         |          |                                                                               |          |
| 200 m                | Beatriz Gomez Spanje                                                   | 2.13,57     | Emu Higuchi Japan                                                       | 2.13,96  | Erika Seltenreich-Hodgson Canada                                              | 2.15,62  |
| 400 m                | Miyu Otsuka Japan                                                      | 4.40,98 CR  | Alessia Polieri Italië                                                  | 4.43,41  | Claudia Dasca Spanje                                                          | 4.43,53  |
| Vrije slag estafette |                                                                        |             |                                                                         |          |                                                                               |          |
| 4×100 m              | Verenigde Staten Kristen Vredeveld Simone Manuel Rachel Acker Lia Neal | 3.42,85 CR  | Canada Brittany MacLean Victoria Chan Lauren Earp Chantal Van Landeghem | 3.43,24  | Verenigd Koninkrijk Amelia Maughan Emma Saunders Emily Jones Jessica Lloyd    | 3.45,99  |
| 4×200 m              | Verenigde Staten Julia Anderson Lia Neal Gillian Ryan Chelsea Chenault | 8.00,33 CR  | Canada Lauren Earp Victoria Chan Tabitha Baumann Brittany MacLean       | 8.04,92  | Australië Bonnie MacDonald Brianna Throssell Taylor McKeown Mikkayla Sheridan | 8.06,68  |
| Wisselslagestafette  |                                                                        |             |                                                                         |          |                                                                               |          |
| 4×100 m              | Japan Yukiko Watanabe Kanako Watanabe Rino Hosoda Mao Kawakami         | 4.05,65 CR  | Verenigde Staten Kylie Stewart Kaylin Moss Kendyl Stewart Lia Neal      | 4.07,79  | Rusland Joelia Larina Irina Novikova Darja Tcvetkova Veria Kolotoesjkina      | 4.07,99  |

### Medaillespiegel
| Plaats | Land                | Goud | Zilver | Brons | Totaal |
| 1      | Verenigde Staten    | 11   | 8      | 3     | 22     |
| 2      | Japan               | 7    | 9      | 3     | 19     |
| 3      | Canada              | 4    | 5      | 5     | 14     |
| 4      | Australië           | 4    | 1      | 2     | 7      |
| 4      | Oekraïne            | 4    | 1      | 2     | 7      |
| 6      | Italië              | 2    | 6      | 5     | 13     |
| 7      | Verenigd Koninkrijk | 2    | 2      | 3     | 7      |
| 8      | Spanje              | 2    | 1      | 3     | 6      |
| 9      | Griekenland         | 1    | 2      | 2     | 5      |
| 10     | Duitsland           | 1    | 0      | 1     | 2      |
| 11     | Egypte              | 1    | 0      | 0     | 1      |
| 11     | Slovenië            | 1    | 0      | 0     | 1      |
| 13     | China               | 0    | 3      | 1     | 4      |
| 14     | Rusland             | 0    | 1      | 4     | 5      |
| 15     | Polen               | 0    | 1      | 2     | 3      |
| 16     | Kroatië             | 0    | 1      | 0     | 1      |
| 17     | Brazilië            | 0    | 0      | 1     | 1      |
| 17     | Frankrijk           | 0    | 0      | 1     | 1      |
| 17     | Zuid-Afrika         | 0    | 0      | 1     | 1      |
| Totaal | Totaal              | 40   | 42     | 39    | 121    |